# Castell d'Eišiškės
El Castell d'Eišiškės, construït com una fortalesa, probablement per entre els segles xiii i XIV, no es conserva res més que uns pocs vestigis arqueològics, estava situat a uns dos quilòmetres d'Eišiškės al camí que condueix Šalčininkai (Lituània).

## Història
Se sap que el castell, al segle xiv, va pertànyer al Gran Duc de Lituània  Vytautas el Gran junt amb la seva esposa Anna de Lituània. Durant les lluites sostingudes el 1434 per Švitrigaila per aconseguir el poder del Gran Ducat, el castell va patir un incendi. Al segle xvi Segimon II August rei de Polònia i gran duc de Lituània (1548–1572) el va donar a Ivan Gornostajui, per la qual cosa des d'aleshores es coneix la zona amb el nom de Gornostajiskiu. A] la primera meitat del segle xix es va construir una estació de telègraf entre Sant Petersburg-Varsòvia (1830), unes restes d'aquesta edificació, de 15 x 10 metres encara romanen al lloc.
El castell consta d'una planta d'uns 110 x 85 m en una zona de 9.350 m². El lloc estava envoltat per tots cantons per una muralla de 4 m d'alçada, amb un fossat de 4 m de profunditat i 25 m d'amplada. Tant el dic i rasa es troben coberts per pins. Existeix un sistema estructural de 8 m de diàmetre circular o octogonal segurament d'una torre associada a tipus de defensa del segle xiii. Aquest castell va ser com un prototip del castell de Medininkų.

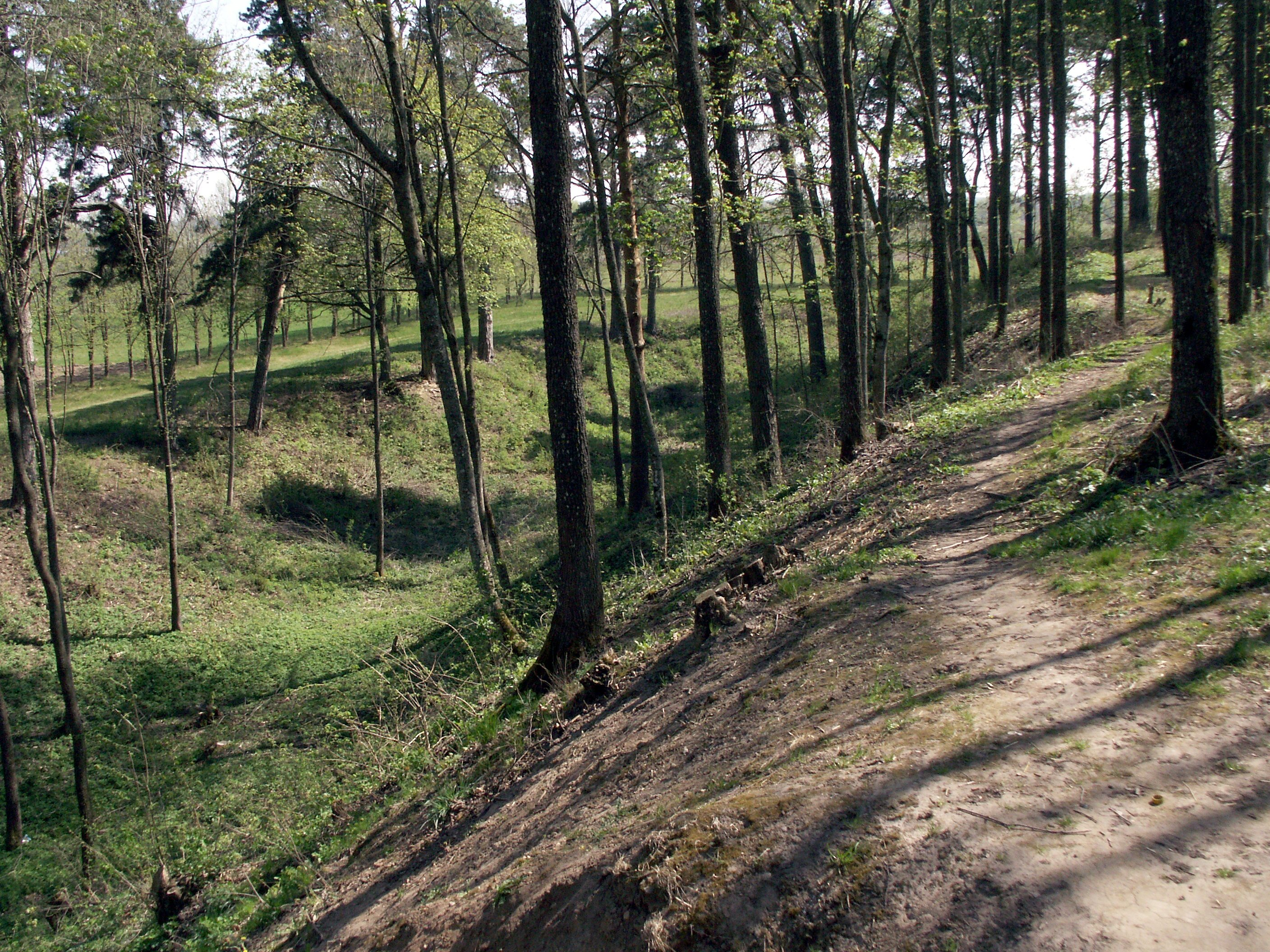
Restes de muralla
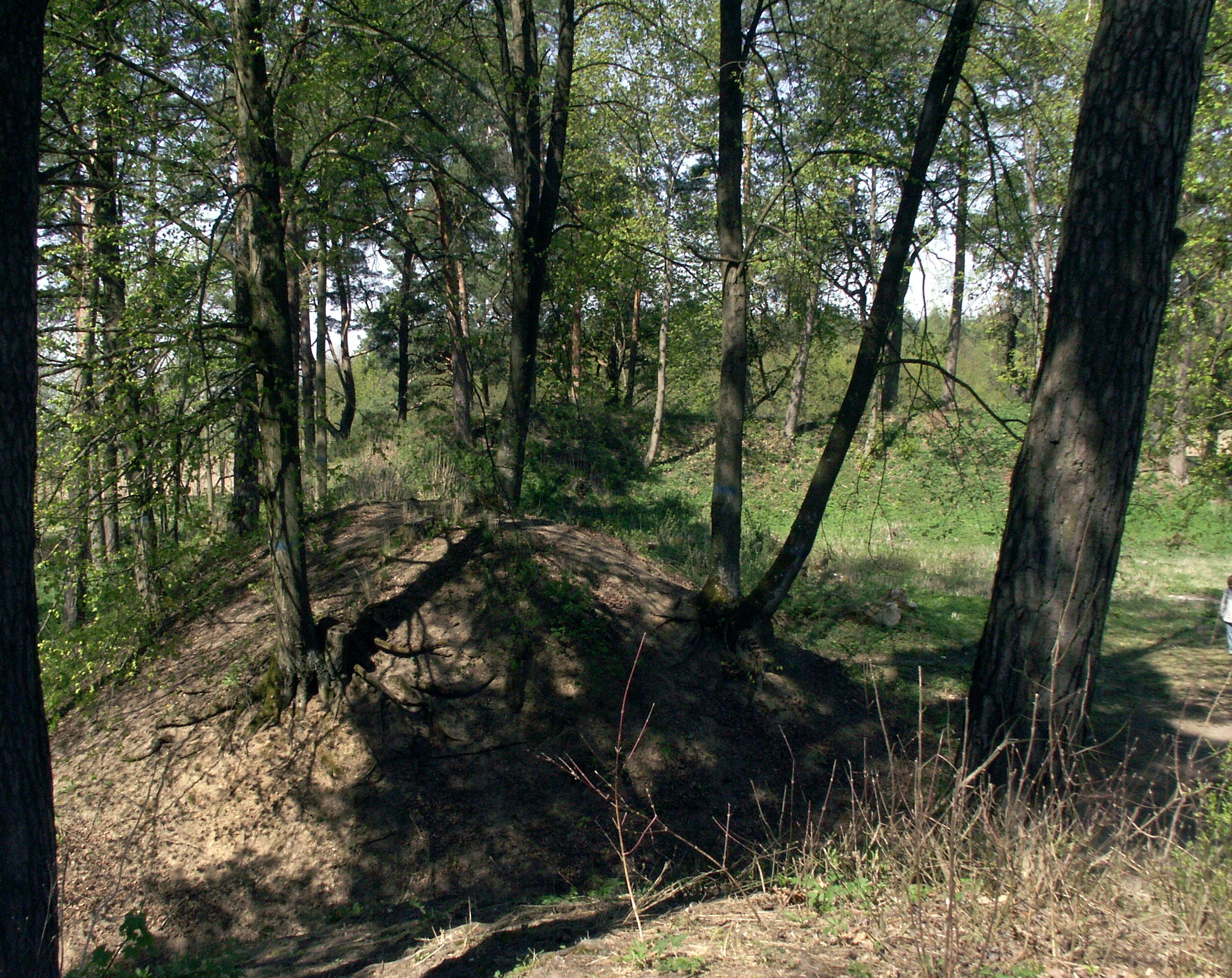
Restes de la porta del castell
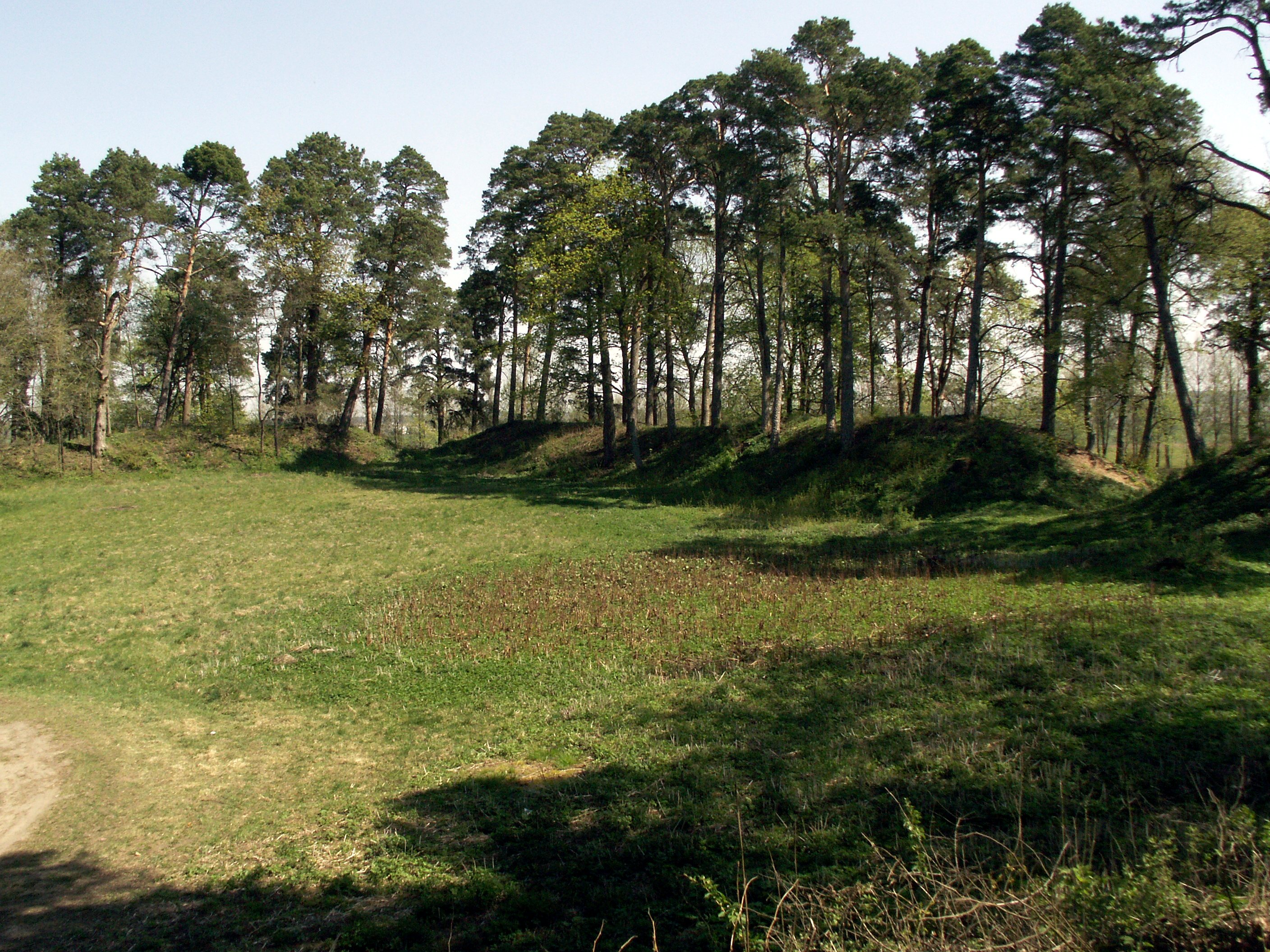
lloc del castell
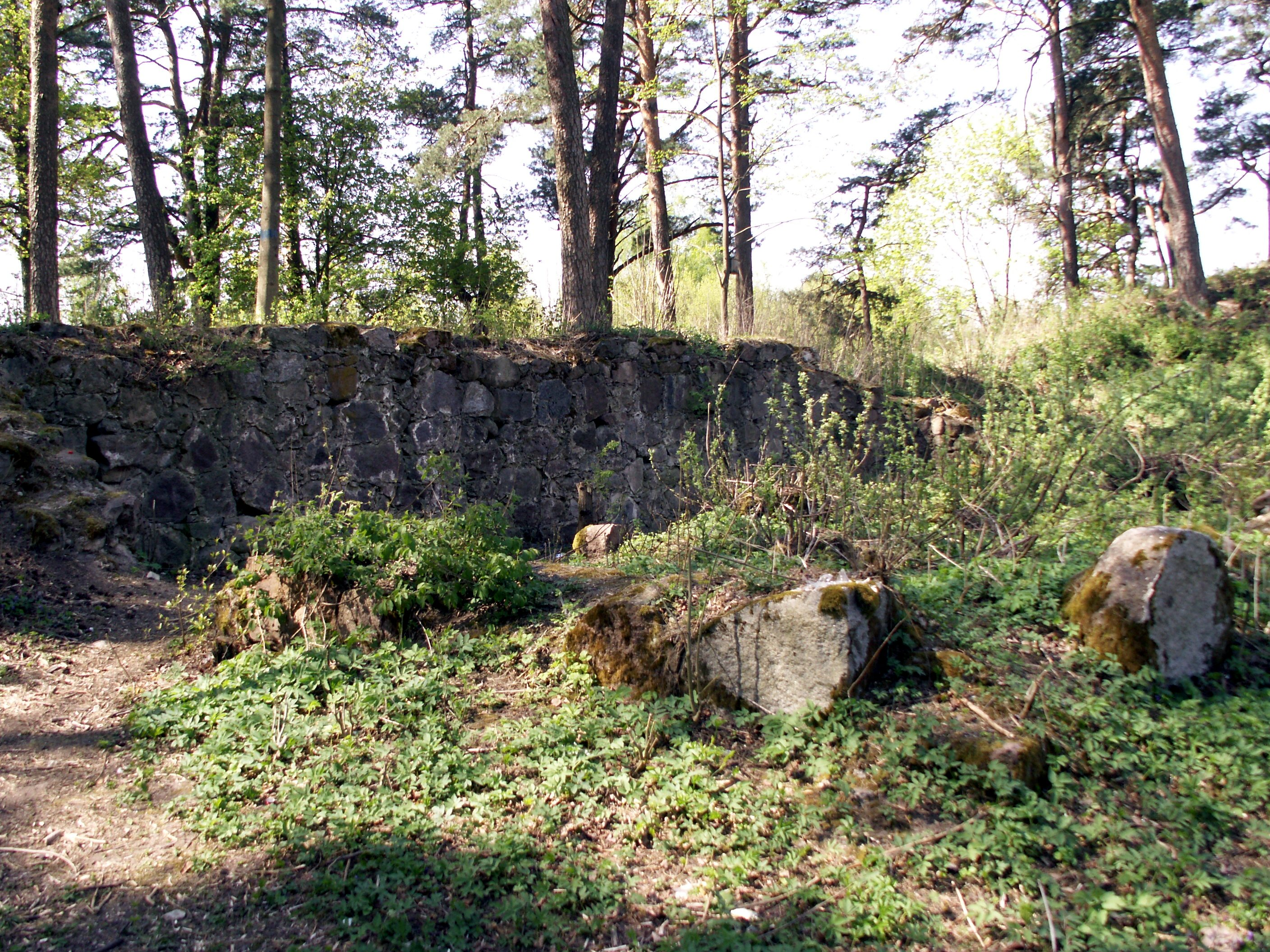
Restes de l'edifici del telègràf